# Ľubomír Luhový
Ľubomír Luhový (Bratislava, 31 maart 1967) is een voormalig profvoetballer uit Slowakije, die zijn carrière in 1985 begon bij FK Púchov in het toenmalige Tsjecho-Slowakije. Hij speelde als aanvaller en kwam in de periode 1995-1998 elf keer (nul doelpunten) uit voor het Slowaaks voetbalelftal, nadat hij daarvoor al twee interlands had gespeeld voor Tsjecho-Slowakije.

## Erelijst
FK Inter Bratislava
- Slowaaks bekerwinnaar

1990, 1995
 Spartak Trnava
- Topscorer Corgoň Liga

1998 (17 doelpunten)
- Slowaaks bekerwinnaar

1998